# Artvin (provincie)
Artvin is een provincie in het noordoosten van Turkije. De provincie is 7493 km² groot en had 166.143 inwoners bij de volkstelling van 2017. De hoofdstad is Artvin.

## Bevolking
De provincie Artvin ontvolkt in een rap tempo.
De provincie is aan het urbaniseren: het aantal inwoners in steden nam toe van zo'n 30.000 inwoners in 1965 (14%) tot bijna 105.000 in 2016 (62%). Tegelijkertijd nam het aantal inwoners op het platteland af tot 63.000 (in 1965 was dit nog 180.000). Door de leegloop van het platteland is een groot deel van de 320 dorpen ontvolkt of erg dunbevolkt.
De provincie heeft een oudere leeftijdsstructuur vergeleken met de rest van Turkije: 18,9% is jonger dan vijftien jaar, terwijl 15,3% 65 jaar of ouder is.
Het vruchtbaarheidscijfer is 1,75 kinderen per vrouw.

## Bestuurlijke indeling

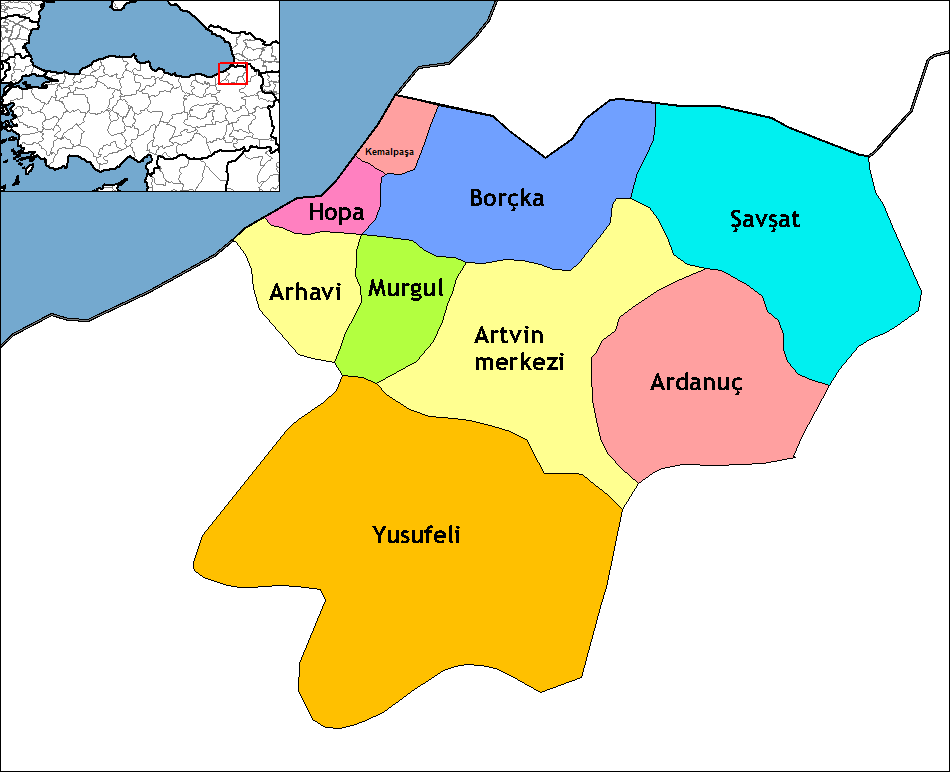
Districten van Artvin

### Districten
De provincie bestaat uit de volgende negen districten:
| - Ardanuç - Arhavi - Artvin | - Borçka - Hopa - Kemalpaşa | - Murgul - Şavşat - Yusufeli |